# Vieska nad Žitavou
Vieska nad Žitavou é um município da Eslováquia, situado no distrito de Zlaté Moravce, na região de Nitra. Tem 5,46 km² de área e sua população em 2018 foi estimada em 452 habitantes.

## Demografia
| Ano:        | 1994 | 2004    | 2014   | 2024   |
| ----------- | ---- | ------- | ------ | ------ |
| Broj ljudi: | 498  | 442     | 466    | 436    |
| Razlika:    |      | -11,24% | +5,42% | -6,43% |

| Ano:               | 2023 | 2024   |
| ------------------ | ---- | ------ |
| Número de pessoas: | 452  | 436    |
| Diferença:         |      | -3,53% |